# Rocco Barone
Rocco Barone (Palmi, 14 dicembre 1987) è un pallavolista italiano, centrale del Tricolore.

## Carriera

### Club
La carriera di Rocco Barone inizia nel 2004 quando viene ingaggiato dalla Callipo di Vibo Valentia, club militante nella Serie A1 italiana; tuttavia la stagione successiva viene ceduto in prestito al Pallavolo Palmi, con il quale disputa il campionato di Serie B1.
Nella stagione 2006-07 ritorna della squadra vibonese, dove milita per sette stagioni sempre in Serie A1, eccetto nell'annata 2007-08 quando la formazione disputa il campionato cadetto a seguito delle retrocessione, prontamente promossa in massima divisione.
Nella stagione 2013-14 viene ingaggiato dalla Sir Safety Perugia, dove resta per due annate, per poi passare, per il campionato 2015-16, al Molfetta, sempre in Superlega. Ritorna nuovamente al club di Vibo Valentia nella stagione 2016-17, annata in cui la società viene ammessa nel massimo campionato italiano, stessa categoria dove milita nell'annata 2017-18 con il Milano e in quella 2018-19 con la Top Volley Latina.
Per il campionato 2019-20 si accasa alla Peimar di Calci, in Serie A2: resta nella stessa divisione anche nella stagione 2020-21, con l'Emma Villas, e in quella 2021-22, con il neopromosso Porto Viro con il quale rimane legato per tre annate.
Nella stagione 2024-25 viene ingaggiato dal Tricolore, sempre in serie cadetta.

### Nazionale
Con la nazionale under 20 vince la medaglia di bronzo al campionato europeo.
Nel 2008 ottiene la prima convocazione nella nazionale maggiore, con la quale vince l'oro ai Giochi del Mediterraneo, mentre, nel 2011, si aggiudica la medaglia d'argento al campionato europeo e quella d'oro al Memorial Hubert Wagner.

## Palmarès

### Nazionale (competizioni minori)
- Campionato europeo under 20 2006
- Giochi del Mediterraneo 2009
- Memorial Hubert Wagner 2011